# Tarantela (meglica)
Tarantela, znana tudi kot 30 Zlate ribe in NGC 2070 je področje H II v Velikem Magellanovem oblaku. Na začetku so mislili, da je zvezda, vendar je Nicolas Louis de Lacaille leta 1751 prepoznal njeno megličasto naravo.
Navidezni sij meglice Tarantele je 8. magnitude. Če upoštemo njeno oddaljenost 160.000 svetlobnih let, vidimo, da gre za izjemno svetel nezvezdni objekt. Če bi nam bila tako blizu kot Orionova meglica, bi metala sence. Je tudi najdejavnejše področje nastajanja zvezd v Krajevni skupini in tudi največje in drugo najmasivnejše takšno področje v njej. V njenem središču leži precej kompaktna zvezdna kopica R136 (s približnim premerom 35 svetlobnih let), ki proizvede večino svetlobe, ki meglico naredi vidno. Ocena njene mase je 450.000 Sončevih. Verjetno bo v prihodnosti postala kroglasta kopica.
Poleg R136 (z uradnim imenom RMC 136) meglica Tarantela vsebuje tudi drugo, starejšo zvezdno kopico, katalogizirano kot Hodge 301, ki je stara 20-25 milijonov let. Najmasivnejše zvezde v tej kopici so že eksplodirale kot supernove.
Najbližja supernova, ki se je zgodila od iznajdbe teleskopa dalje, SN 1987A, se je zgodila v zunanjih predelih meglice Tarantele.

## Galerija
- Srce meglice Tarantelea: R136 se nahaja v središču slike, Hodge 301 pa zgoraj desno. Vir: ESO.
- Mlada kopica RMC 136a.
- Središčno območje meglice Tarantele  – mozaik 15 fotografij HST. Zasluge: NASA/ESA/Danny LaCrue.